# Maria de Luxemburg, regină a Franței
Maria de Luxemburg (1304 – 26 martie 1324) a fost regină consort a Franței și Navarei ca a doua soție a regelui Carol al IV-lea al Franței. A fost fiica împăratului Henric al VII-lea și a Margaretei de Brabant. A fost membră a Casei de Luxemburg.